# Port Layola Football Club
El Port Layola Football Club es un club de fútbol de la ciudad de Belice que compite en la Liga Premier de Belice, la máxima categoría del fútbol beliceño.

## Historia
Su primer registro en el sistema de ligas de Belice fue en la temporada 2022-2023, donde ya estuvo presente en la primera división. Comenzó en la Liga de Apertura de la Premier League de 2022, y terminó en sexto lugar en la fase regular. En la Liga de Clausura de 2023 terminó en tercera posición, clasificándose para los play-offs, donde fue eliminado por el San Pedro Pirates por un marcador global de 2 a 5.
En la temporada 2023-2024, por la Apertura de 2023, terminó segundo, llegó a los playoffs y alcanzó la final, donde perdió por 2 a 0 en las dos partidas contra el Altitude. En la Clausura de 2024, terminó en tercer lugar y, tras clasificarse de nuevo para los playoffs, se proclamó campeón nacional por primera vez tras vencer al Verdes en los penaltis por 3 a 0, después de perder por 1 a 0 en el partido de ida y ganar por el mismo resultado en el partido de vuelta. Gracias a esto, clasificaron para la Copa Centroamericana de Concacaf 2024.
En la temporada 2024-2025, en el torneo Apertura de 2024, se coronaron campeones derrotando a San Pedro Pirates FC en un global de 4 a 2, quedando como bicampeones de la Liga Premier.

## Entrenadores
- Carlos Slusher (2023–2024)[10][1]
- Julius Dawson (2024–presente)[1]

## Palmarés

### Torneos nacionales
| Competición nacional         | Títulos                      | Subtítulos    |
| ---------------------------- | ---------------------------- | ------------- |
| Liga Premier de Belice (2/1) | Clausura 2024, Apertura 2024 | Apertura 2023 |

## Datos del club

### Participaciones internacionales
| Competencia                      | Edición |
| -------------------------------- | ------- |
| Copa Centroamericana de Concacaf | 2024    |

| # | Temp. | Torneo                           | Posición       | PJ | PG | PE | PP | GF | GC | DG  |
| - | ----- | -------------------------------- | -------------- | -- | -- | -- | -- | -- | -- | --- |
| 1 | 2024  | Copa Centroamericana de Concacaf | Fase de grupos | 4  | 0  | 0  | 4  | 3  | 16 | -13 |

### Participaciones nacionales
- En negrita se muestran las ediciones que fue campeón.

| Competencia            | Edición                                                                    |
| ---------------------- | -------------------------------------------------------------------------- |
| Liga Premier de Belice | Apertura 2022, Clausura 2023, Apertura 2023, Clausura 2024, Apertura 2024. |